# Macropsis cereus
Macropsis cereus är en insektsart som beskrevs av Ernst Friedrich Germar 1837. Macropsis cereus ingår i släktet Macropsis och familjen dvärgstritar. Inga underarter finns listade i Catalogue of Life.